# Liste d'artistes jurassiens
Cet article concerne les artistes du Canton du Jura, en Suisse, et non pas les artistes du Jura français.
- André Bréchet (1921-1993), peintre et sculpteur, on lui doit les vitraux de nombreuses églises du Jura, mais aussi dans le reste de la Suisse, en France et aux États-Unis.
- Paul Bovée (1931-1961), peintre, maître de dessin à l'école secondaire de Delémont, dès 1952.
- Jeanne Bueche (1912-2000), architecte.
- Jean-François Comment (1919-2002), peintre et sculpteur né à Porrentruy. Célèbre pour ses vitraux dans de nombreuses églises et chapelles de Porrentruy et du Jura. Membre fondateur du groupe d'artistes Kreis 48 (de) à Bâle. Cofondateur de l’Institut jurassien des Sciences, des Lettres et des Arts en 1950.
- Jean-Claude Guélat (1946-1997) peintre né à Bure. A réalisé les vitraux de l'église de Vendlincourt.
- Jeanmarie Hänggi, dit Angi (1936-2000), peintre et sculpteur né à Porrentruy. A réalisé les vitraux de l'église de Damvant.
- Joseph Constantin Kaiser (1886-1955) sculpteur né à Delémont. A réalisé de nombreuses œuvres dans le Jura historique
- Meret Oppenheim, (1913-1985) peintre surréaliste, petite-fille de Lise et Théo Wenger, fondateur de la coutellerie éponyme. Elle a séjourné à Delémont de 1914 à 1918. Une rue de la ville lui est dédiée.
- Jean-Paul Pellaton (10.08.1920-21.04.2000), écrivain. Fils de Charles, fonctionnaire à l’Office des poursuites, et de Lucie Pheulpin.
- Yves Riat (1948-), peintre né à Chevenez. A réalisé les vitraux de l'église de Roche d'Or.
- Albert Schnyder (1898-1989), peintre et artiste jurassien.
- Arnold Stékoffer, dit Noldi (1938-2007), peintre et sculpteur jurassien.
- Serge Voisard (1913-1996), peintre, aquarelliste, mosaiste et illustrateur jurassien. A notamment illustré "Le Jura à Table : légende, histoire et vérité de la gourmandise en pays jurassien" (ss. dir. Jacques Montandon), Ed. Pro Jura, 1975.
- Yves Voirol (1931-2015), peintre né au Genevez. A commencé sa carrière artistique en 1969 après avoir été instituteur.
- Otto Kohler (1948-) peintre et graphiste né à Tavannes. Travaille dans la presse, l'illustration, la photo. Ses expositions s'inspirent des lettres, voyages et musiques. Voir http://www.ocolere.ch
- Niklaus Manuel Güdel (1988-), peintre et écrivain né à Delémont.
- Raymonde Gogniat (1954), originaire de Lajoux sculptrice née à Porrentruy. Voir http://brossault.net
- Luc Chételat (1955-), Céramiste né à Barcelone et installé à Porrentruy. Voir http://ceramiquechetelat.com
- Angelo Oliva (1974-), peintre et musicien né à Porrentruy. Voir www.oliva-angelo.ch
- Sophie Yerly (1980 -), artiste, voir http://www.sophieyerly.com/